# Johann Theodor Schmiedel
Johann Theodor Schmiedel (* 11. Juni 1831 in Friedrichstadt bei Dresden; † 16. Juli 1906 in Dresden) war Amtshauptmann und Mitglied des Deutschen Reichstags.

## Leben
Schmiedel besuchte von 1844 bis 1849 die Kreuzschule (Gymnasium) in Dresden und studierte von 1849 bis 1852 die Rechte und Volkswirtschaft in Leipzig. Nach 4-jähriger Tätigkeit in Dresden ging er bei der Amtshauptmannschaft Plauen in den Verwaltungsdienst und war dann längere Jahre Hilfsarbeiter bei der Kreisdirektion in Zwickau und dem Königlichen Ministerium des Innern in Dresden. Später war er Regierungsrat bei der Kreisdirektion Dresden und ab 1874 Amtshauptmann in Meißen. 
Von 1878 bis 1881 war er Mitglied des Deutschen Reichstags für den Wahlkreis Sachsen 22 (Reichenbach, Falkenstein) und die Deutsche Reichspartei. Von 1891 bis 1894 war Schmiedel Kreishauptmann in Zwickau und von 1894 bis 1. März 1906 in gleicher Funktion in Dresden. Wenige Monate nach seinem Eintritt in den Ruhestand verstarb er in Dresden und wurde auf dem Inneren Matthäusfriedhof beigesetzt.